# Aditya Roy Kapur

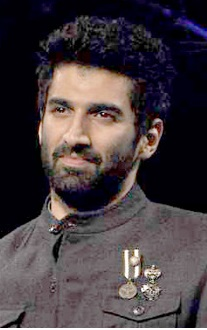
Aditya Roy Kapur

Aditya Roy Kapur [ədiːtyə roy kəpuːr] (* 16. November 1985 in Mumbai, Indien) ist ein indischer Filmschauspieler. Er gab sein Filmdebüt mit einer Nebenrolle in London Dreams (2009), und Nebenrollen in Action Replayy (2010) und Guzaarish (2010). Im Jahr 2013 erhielt er die männliche Hauptrolle in dem romantischen Drama Aashiqui 2. 2013 spielte er eine Nebenrolle in der romantischen Komödie Yeh Jawaani Hai Deewani.

## Leben
Aditya ist der Jüngste aus der Familie. Sein ältester Bruder Siddharth Roy Kapur ist mit der Bollywood-Schauspielerin Vidya Balan verheiratet. Er hat noch einen Bruder namens Kunaal Roy Kapur.
Er hat seine Schulausbildung an der G. D. Somani Memorial School in Cuffe Parade absolviert, wo seine beiden Brüder studierten, und wo seine Mutter Schulspiele leitete. Anschließend absolvierte er an der St. Xavier Universität in Mumbai.
Kapur ist kein ausgebildeter Schauspieler, obwohl er Tanzunterricht und Diktion Klassen besuchte, um seinen Hindi-Akzent zu verbessern. Aditya hatte vorher keinen brennenden Ehrgeiz, Schauspieler zu werden, bis er dann als ein VJ für London Dreams vorsprechen sollte. Während seiner Schulzeit wollte er Cricket-Spieler werden, aber er beendete es.

## Filmografie
- 2009: London Dreams
- 2010: Action Replayy
- 2010: Guzaarish
- 2013: Aashiqui 2
- 2013: Yeh Jawaani Hai Deewani
- 2014: Daawat-e-Ishq
- 2016: Fitoor
- 2017: OK Jaanu
- 2019: Kalank
- 2020: Malang
- 2020: Anurag Basu's Film
- 2020: Sadak 2
- 2020: Cameo in Shiddat

## Auszeichnungen (Auswahl)
BIG Star Entertainment Awards
- 2013: Bester Schauspieler in einer romantischen Rolle - Aashiqui 2

BIG Star Entertainment Awards
- 2013: Sehr romantisch (neben Shraddha Kapoor) - Aashiqui 2

Screen Awards
- 2014: Bestes Filmpaar (zusammen mit Shraddha Kapoor) - Aashiqui 2

Star Guild Awards
- 2014: Paar des Jahres (zusammen mit Shraddha Kapoor) - Aashiqui 2

Filmfare Awards
- 2014: Bester Nebendarsteller - Yeh Jawaani Hai Deewani

IIFA Awards
- 2014: Bester Nebendarsteller - Yeh Jawaani Hai Deewani